# Chen Xinhua
Chen Xinhua (chinesisch 陈新华, Pinyin Chén Xīnhuá; * 30. Januar 1960 in Fujian, Volksrepublik China) ist ein aus China stammender und ab 1990 für England antretender ehemaliger Tischtennisspieler, der von Ende der 1970er bis Mitte der 1990er Jahre mehrere Medaillen bei Kontinental- und Weltmeisterschaften gewann. Zudem siegte er 1985 beim World Cup Turnier. In den 1990er Jahren spielte er auch in der deutschen Bundesliga. Chen Xinhua war Abwehrspieler

## Karriere in China
Bis etwa 1987 spielte Chen Xinhua unter chinesischer Flagge. Sein erster bedeutender internationaler Erfolg war der Gewinn der Asienmeisterschaft 1978 mit der chinesischen Herrenmannschaft, zudem erreichte er im Einzel das Halbfinale. Er wurde für die vier Weltmeisterschaften von 1981 bis 1987 nominiert. Hierbei holte er 1985 und 1987 Gold im Mannschaftswettbewerb. Im Mixed mit Tong Ling gelangte er 1981 und 1983 ins Finale, 1985 scheiterte das Paar im Halbfinale. Den größten WM-Erfolg im Einzel feierte er 1987, als er Dritter wurde.
1985 gewann Chen Xinhua den World Cup. In der ITTF-Weltrangliste belegte er Ende 1986 Platz vier.

## Karriere in England
Von 1987 bis 1997 lebte Chen Xinhua in England. 1990 nahm er die englische Staatsbürgerschaft an, was ihn zum Start unter englischer Flagge berechtigte. So nahm er noch an den Weltmeisterschaften 1991, 1993 und 1995 teil. Bei der Europameisterschaft 1992 wurde er mit der englischen Mannschaft Zweiter, im Einzel kam er – ebenso wie der EM 1994 – ins Viertelfinale. Im Team World Cup landete er mit den Engländern auf dem dritten Platz. Auch für die Olympischen Spiele 1996 qualifizierte er sich, schied jedoch bereits in der ersten Runde aus.
1997 beendete Chen Xinhua seine Karriere.

## Vereine in Europa
1991 wechselte Chen Xinhua vom englischen Verein TTC Ormesby in die deutsche Bundesliga zum TSV Heilbronn-Sontheim. Zwei Jahre später schloss er sich dem TTF Liebherr Ochsenhausen an. Hier spielte er nur in der Saison 1995/96, dann wurde er vom kroatischen Klub  Vecernij List Zagreb verpflichtet.

## Privat
Chen Xinhua war in Deutschland unter dem Spitznamen „Der Lächler“ bekannt. Chen Xinhua übersiedelte 1987 nach England, wo er im Dezember 1989 die Engländerin Jeanette Wood heiratete. Mit ihr hat er ein Kind. Nach dem Ende seiner Laufbahn kehrte er 1997 nach China zurück, wo er als Kaufmann arbeitet und hobbymäßig Golf spielt.

## Turnierergebnisse
| Verband | Veranstaltung           | Jahr | Ort                    | Land | Einzel           | Doppel        | Mixed        | Team |
| ------- | ----------------------- | ---- | ---------------------- | ---- | ---------------- | ------------- | ------------ | ---- |
| CHN     | Asienmeisterschaft ATTU | 1978 | Kuala Lumpur           | MAS  | Halbfinale       |               |              | 1    |
| CHN     | Asian Cup               | 1985 | Singapur               | SIN  | 4                |               |              |      |
| CHN     | Asienspiele             | 1986 | Seoul                  | KOR  |                  |               |              | 2    |
| CHN     | Asienspiele             | 1982 | New Delhi              | IND  |                  | Halbfinale    | Silber       | 1    |
| CHN     | Asienspiele             | 1978 | Bangkok                | THA  |                  | Halbfinale    |              | 1    |
| ENG     | Europameisterschaft     | 1994 | Birmingham             | ENG  | Viertelfinale    |               |              |      |
| ENG     | Europameisterschaft     | 1992 | Stuttgart              | GER  | Viertelfinale    |               |              | 2    |
| ENG     | EURO-TOP12              | 1993 | Kopenhagen             | DEN  | 11               |               |              |      |
| GBR     | Olympische Spiele       | 1996 | Atlanta                | USA  | sofort ausgesch. | keine Teiln.  |              |      |
| ENG     | Weltmeisterschaft       | 1995 | Tianjin                | CHN  | letzte 32        | keine Teiln.  | keine Teiln. | 13   |
| ENG     | Weltmeisterschaft       | 1993 | Göteborg               | SWE  | letzte 64        | letzte 32     | keine Teiln. | 12   |
| ENG     | Weltmeisterschaft       | 1991 | Chiba City             | JPN  | letzte 16        | letzte 32     | keine Teiln. | 10   |
| CHN     | Weltmeisterschaft       | 1987 | New Delhi              | IND  | Halbfinale       | Viertelfinale | keine Teiln. | 1    |
| CHN     | Weltmeisterschaft       | 1985 | Göteborg               | SWE  | letzte 16        | keine Teiln.  | Halbfinale   | 1    |
| CHN     | Weltmeisterschaft       | 1983 | Tokio                  | JPN  | Viertelfinale    | Viertelfinale | Silber       |      |
| CHN     | Weltmeisterschaft       | 1981 | Novi Sad               | YUG  | keine Teiln.     | letzte 32     | Silber       |      |
| ENG     | World Cup               | 1993 | Guangzhou              | SWE  | 5.–8. Platz      |               |              |      |
| CHN     | World Cup               | 1985 | Foshan                 | CHN  | Gold             |               |              |      |
| ENG     | WTC-World Team Cup      | 1994 | Nimes                  | FRA  |                  |               |              | 5    |
| ENG     | WTC-World Team Cup      | 1991 | Barcelona              | ESP  |                  |               |              | 5    |
| ENG     | WTC-World Team Cup      | 1990 | Hokkaido, Aomori, Niig | JPN  |                  |               |              | 3    |